# 2011-es La Flèche Wallonne
A 2011-es La Flèche Wallonne az 1936 óta megkezdett sorozatban a 75. kerékpárverseny volt, melyet 2011. április 20-án rendeztek meg. A verseny része a 2011-es UCI World Tour-nak. Elsőként Philippe Gilbert haladt át a célvonalon, őt követte Joaquim Rodriguez és Samuel Sanchez.

## Csapatok
A 18 World Tour csapaton kívül 7 csapat kapott szabadkártyát, így alakult ki a 25 csapatos mezőny.
ProTour csapatok:
 AG2R La Mondiale ·   Astana ·   Movistar ·   Euskaltel–Euskadi ·   Garmin–Cervelo ·   Lampre–ISD ·   Liquigas–Cannondale ·   Omega Pharma–Lotto ·   Quick Step ·   Rabobank ·   HTC-Highroad ·   Katyusa ·   BMC Racing Team ·   Saxo Bank SunGard ·   Sky Procycling ·  Team Leopard-Trek ·  Team RadioShack ·  Vacansoleil
Profi kontinentális csapatok:
 Saur-Sojasun ·   FDJ ·   Landbouwkrediet ·   Skil-Shimano ·   Topsport Vlaanderen–Mercator ·   Cofidis ·   Veranda's Willems-Accent

## Végeredmény
|    | Versenyző                 | Csapat             | Idő                 |
| -- | ------------------------- | ------------------ | ------------------- |
| 1  | Philippe Gilbert (BEL)    | Omega Pharma-Lotto | 4:54:57             |
| 2  | Joaquim Rodriguez (ESP)   | Katusha Team       | 4:55:00 (+00:00:03) |
| 3  | Samuel Sanchez (ESP)      | Euskaltel-Euskadi  | 4:55:02 (+00:00:05) |
| 4  | Alexander Vinokurov (KAZ) | Astana             | 4:55:03 (+00:00:06) |
| 5  | Igor Anton (ESP)          | Euskaltel-Euskadi  | 4:55:03 (+00:00:06) |
| 6  | Jelle Vanendert (BEL)     | Omega Pharma-Lotto | 4:55:03 (+00:00:06) |
| 7  | Frank Schleck (LUX)       | Team Leopard-Trek  | 4:55:03 (+00:00:06) |
| 8  | Daniel Moreno (ESP)       | Katusha Team       | 4:55:06 (+00:00:09) |
| 9  | Christophe Le Mevel (FRA) | FDJ                | 4:55:09 (+00:00:12) |
| 10 | Paul Martens (GER)        | Rabobank           | 4:55:09 (+00:00:12) |

## Külső hivatkozások
- Hivatalos honlap